# Dirphya aurigutticollis
Dirphya aurigutticollis är en skalbaggsart som först beskrevs av Teocchi 1998.  Dirphya aurigutticollis ingår i släktet Dirphya och familjen långhorningar. Inga underarter finns listade i Catalogue of Life.